# Natação no Campeonato Europeu de Esportes Aquáticos de 2022 - 1500 m livre masculino
A prova dos 1500 metros nado livre masculino da natação no Campeonato Europeu de Esportes Aquáticos de 2022 ocorreu nos dias 15 e 16 de agosto no Foro Italico, em Roma na Itália.

## Calendário
| Fase          | Data         | Hora  |
| ------------- | ------------ | ----- |
| Eliminatórias | 15 de agosto | 10:17 |
| Final         | 16 de agosto | 18:52 |

Todos os horários estão no horário local (UTC+1)

## Recordes
Antes desta competição, os recordes eram os seguintes:
|                       | Nadador              | Tempo    | Local     | Data                |
| --------------------- | -------------------- | -------- | --------- | ------------------- |
| Recorde mundial       | Sun Yang             | 14:31.02 | Londres   | 4 de agosto de 2012 |
| Recorde europeu       | Gregorio Paltrinieri | 14:32.80 | Budapeste | 25 de junho de 2022 |
| Recorde do campeonato | Gregorio Paltrinieri | 14:34.04 | Londres   | 18 de maio de 2016  |

## Medalhistas
| Ouro                     | Prata                      | Bronze            |
| Mykhailo Romanchuk (UKR) | Gregorio Paltrinieri (ITA) | Damien Joly (FRA) |

## Resultados

### Eliminatórias
Esses foram os resultados das eliminatórias.
| Pos. | Bateria | Raia | Nadador              | Nacionalidade | Tempo    | Notas |
| ---- | ------- | ---- | -------------------- | ------------- | -------- | ----- |
| 1    | 2       | 5    | Mykhailo Romanchuk   | Ucrânia       | 14:58.20 | Q     |
| 2    | 2       | 3    | Damien Joly          | França        | 15:01.44 | Q     |
| 3    | 2       | 4    | Gregorio Paltrinieri | Itália        | 15:01.74 | Q     |
| 4    | 1       | 3    | Domenico Acerenza    | Itália        | 15:04.52 | Q     |
| 5    | 1       | 4    | Florian Wellbrock    | Alemanha      | 15:06.18 | Q     |
| 6    | 1       | 6    | Luca De Tullio       | Itália        | 15:06.87 |       |
| 7    | 1       | 2    | Henrik Christiansen  | Noruega       | 15:08.14 | Q     |
| 8    | 2       | 2    | Carlos Garach        | Espanha       | 15:08.78 | Q     |
| 9    | 1       | 5    | Oliver Klemet        | Alemanha      | 15:10.05 | Q     |
| 10   | 1       | 7    | Dimitrios Markos     | Grécia        | 15:14.11 |       |
| 11   | 2       | 1    | Yoav Romano          | Israel        | 15:45.21 |       |
| 12   | 2       | 6    | Victor Johansson     | Suécia        | DNS      | DNS   |
| 12   | 2       | 7    | Joris Bouchaut       | França        | DNS      | DNS   |

### Final
Esse foi o resultado da final. 
| Pos.              | Raia | Nadador              | Nacionalidade | Tempo    | Notas            |
| ----------------- | ---- | -------------------- | ------------- | -------- | ---------------- |
| Medalha de ouro   | 4    | Mykhailo Romanchuk   | Ucrânia       | 14:36.10 | Recorde nacional |
| Medalha de prata  | 3    | Gregorio Paltrinieri | Itália        | 14:39.79 |                  |
| Medalha de bronze | 5    | Damien Joly          | França        | 14:50.86 |                  |
| 4                 | 6    | Domenico Acerenza    | Itália        | 14:56.15 |                  |
| 5                 | 2    | Florian Wellbrock    | Alemanha      | 15:02.51 |                  |
| 6                 | 1    | Carlos Garach        | Espanha       | 15:05.11 |                  |
| 7                 | 7    | Henrik Christiansen  | Noruega       | 15:07.98 |                  |
| 8                 | 8    | Oliver Klemet        | Alemanha      | 15:10.57 |                  |

Legenda
| Recorde mundial       | Recorde mundial (World record)               |                       | Recorde africano                      | Recorde africano (African) |                                           | Q | Classificado por posição (Qualified) |
| Recorde do campeonato | Recorde do campeonato (Championship record)  | Recorde da América    | Recorde da América (Americas)         | q                          | Classificado por melhor tempo (Qualified) |   |                                      |
| Melhor marca do ano   | Melhor marca do ano (World leading)          | Recorde asiático      | Recorde asiático (Asian)              | DNS                        | Não largou (Did not start)                |   |                                      |
| Recorde nacional      | Recorde nacional (National record)           | Recorde europeu       | Recorde europeu (European)            | DNF                        | Não terminou (Did not finish)             |   |                                      |
| Recorde pessoal       | Recorde pessoal do atleta (Personal best)    | Recorde da Oceania    | Recorde da Oceania (Oceania)          | DSQ / DQ                   | Desclassificado (Disqualified)            |   |                                      |
| Recorde da temporada  | Recorde da temporada do atleta (Season best) | Recorde sul-americano | Recorde sul-americano (South America) | NM                         | Sem marca (No mark)                       |   |                                      |